# Kellie Bright
Kelly Denise Bright, detta Kellie (Brentwood, 1º luglio 1976), è un'attrice britannica.

## Filmografia parziale

### Cinema
- Ali G (Ali G Indahouse), regia di Mark Mylod (2002)
- Imagine Me & You, regia di Ol Parker (2005)
- Kinky Boots - Decisamente diversi (Kinky Boots), regia di Julian Jarrold (2005)

### Televisione
- T-Bag and the Revenge of the T-Set (1989)
- Maid Marian and Her Merry Men (1989)
- T-Bag's Christmas Carol (1989)
- T-Bag and the Pearls of Wisdom (1990)
- The Upper Hand (1990-1996)
- Cor, Blimey! (2000)
- Bad Girls (2002)
- Horne & Corden (2008)
- Rock & Chips (2010-2011)
- EastEnders (2013-in corso)